# 紅旗勳章
紅旗勳章（羅馬化：Orden Krasnogo Znameni）是全俄罗斯中央执行委员会於俄國內戰期间的1918年9月16日制定頒贈的獎章。第一枚獎章頒贈給蘇聯元帥瓦西里·布留赫爾 。蘇聯政府於1924年8月1日设立全苏「紅旗勳章」。 
俄國內戰時代，苏联多个加盟共和国设立了自己的红旗勋章。
軍人有戰功才能獲獎紅旗勳章；頒发列寧勳章遲至1930年4月6日的：蘇聯政府因為人民建立特大戰功所以頒贈紅旗勳章以資鼓勵。
勳章由內外兩層組成：白色琺瑯質為底色，佩帶金質鑄成鐵鎚與鐮刀，再有兩條金麥花穗圍著紅星，外層背景有圖案「黑鐵鎚」與「黑鐮刀」交叉、火把與紅旗，旗上刻寫：“全世界无产者，联合起來！”也是兩條更大金麥花穗圍著，徽章底部寫，即蘇聯一词的俄文縮寫字。
最早贈此勳章时由受勳者佩掛在左胸，附加綬帶中白、左右兩邊為紅。

## 勋章历史

### 戰後的紅旗勳章
蘇聯最高蘇維埃主席團於1944年6月4日下令，可以將紅旗勳章授予在紅軍中優秀服役滿20年的軍人,並在服役滿30年時再次授予（列宁勋章授予优秀服役25年的军人）。当年秋天，红旗勋章的授予范围扩大到海军、士兵、警官和国际安全机构人员。这一时期，因长期服役而颁发的红旗勋章约有30万枚，而其中获得勋章的士兵仅有数百人。他们中的多数是第64战斗机大队的飞行员，这支大队在1950-1954年的朝鲜战争中参与空战和试验新技术。后来在1958年2月11日颁布的命令中，废除了因长期服役而授予勋章的条款。自那时起，红旗勋章再次成为纯粹因为战功授予的勋章。当1945年后不再授予最高军事勋章胜利勋章后，红旗勋章再次成为最高级的军事勋章。此后，红旗勋章还授予了参与1961年古巴导弹危机、1968年华约入侵捷克斯洛伐克、1965年—1975年越南战争、1975年中东战争、1979年—1989年阿富汗战争的苏军官兵。

## 受勳部队與个人
紅旗勳章能授予給個人也可授予部队，通常受勋部队会获得“紅旗”荣誉称号并在其部队旗上加上红旗勋章。对于海軍艦艇，则是为其所悬挂的苏联海军军旗的红星上加上红旗勋章。
一些知名獲獎个人及部队有：

### 個人
- 苏俄军事和海军事务人民委员列夫·托洛茨基
- 苏联元帥瓦西里·布留赫爾（第1位獲獎者；共5次）
- 天体物理学家雅科夫·泽尔多维奇
- 蘇聯元帥亞歷山大·華西列夫斯基（2次）
- 蘇聯元帥罗季翁·马利诺夫斯基（3次）
- 苏联海军元帅尼古拉·库兹涅佐夫（3次）
- 蘇聯元帥謝苗·鐵木辛哥（5次）
- 蘇聯大元帥约瑟夫·斯大林 [4]
- 蒙古人民軍中將澤登伊什
- 雲南省人民政府副主席周保中將軍
- 近衛軍上校尼古拉·布爾科夫（4次）
- 尼古拉·古比雪夫

### 部队
- 波羅的海艦隊（2次）
- 北方艦隊（1次）
- 太平洋艦隊（1次）
- 远东军区
- 蘇聯紅軍第1軍（俄语：1-я Краснознамённая армия (СССР)）
- 蘇聯紅軍第1禁衛坦克軍（俄语：1-я гвардейская танковая армия）
- 蘇聯紅軍第2禁衛坦克軍（俄语：2-я гвардейская танковая армия）
- 蘇聯紅軍第1師（俄语：1-я стрелковая дивизия）
- 蘇聯紅軍第6師（俄语：1-я стрелковая дивизия）
- 蘇聯紅軍第24師（俄语：24-я отдельная механизированная бригада (Украина)）
- 蘇聯紅軍第45師（俄语：45-я стрелковая дивизия）
- 蘇聯紅軍第27禁衛師（俄语：27-я гвардейская стрелковая дивизия）
- 蘇聯紅軍第39禁衛師（俄语：39-я гвардейская стрелковая дивизия）（2次）
- 蘇聯紅軍第19摩托化步兵師（俄语：19-я стрелковая дивизия）
- 蘇聯紅軍第76禁衛空降師（俄语：76-я гвардейская десантно-штурмовая дивизия）
- 蘇聯紅軍第85師（俄语：85-я стрелковая дивизия）
- 蘇聯紅軍第100禁衛師（俄语：100-я гвардейская стрелковая дивизия）
- 蘇聯紅軍第106禁衛空降師（俄语：106-я гвардейская воздушно-десантная дивизия）
- 第17步兵團，隸屬於蘇聯紅軍第32師（俄语：32-я стрелковая дивизия）
- 苏联红军第72机械化旅（烏克蘭語：72-га окрема механізована бригада (Україна)）
- 法国诺曼-涅曼歼击机旅（英语：Normandie-Niemen）

## 多次获奖者

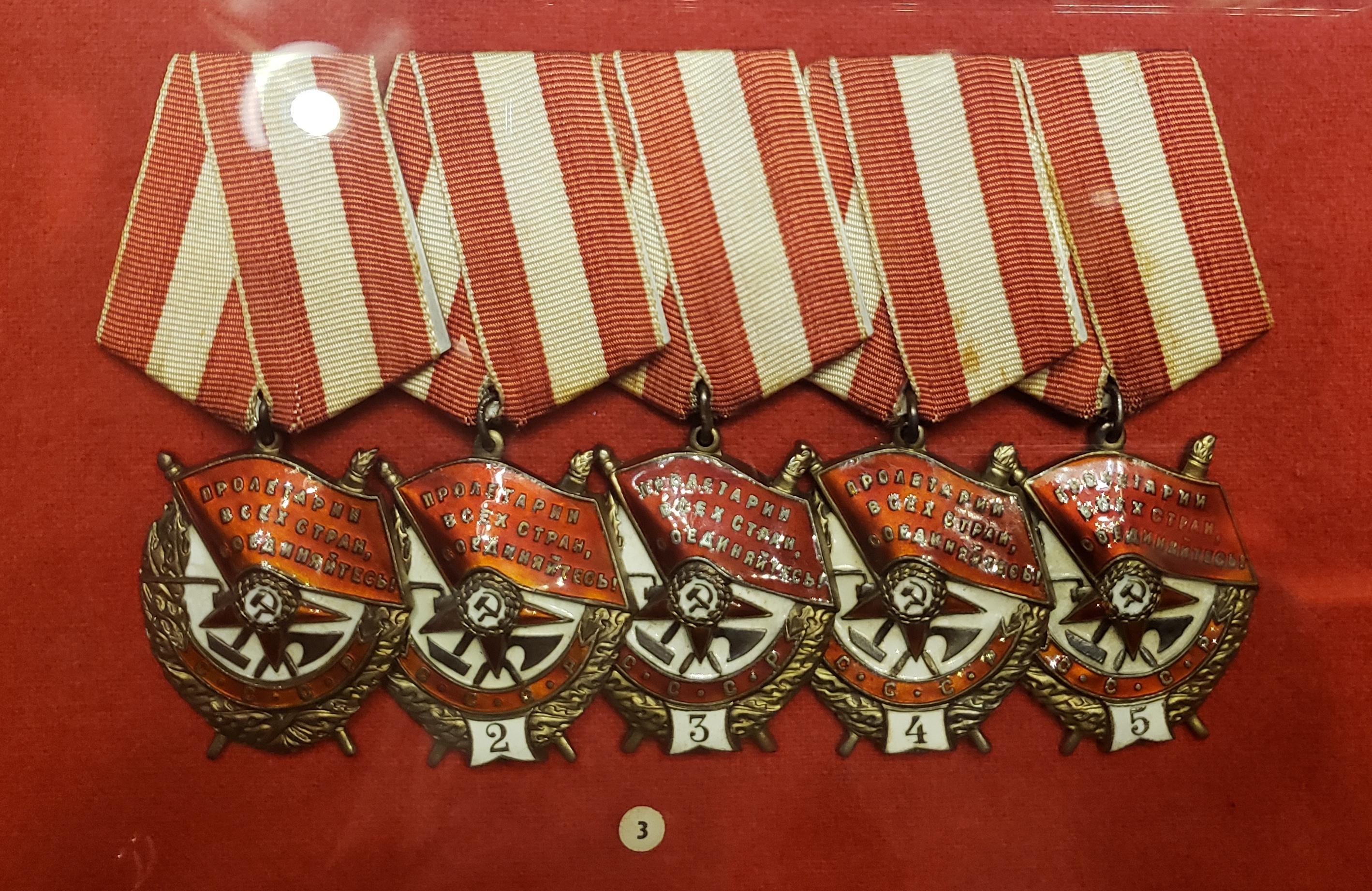
史達林格勒戰役博物館藏五枚紅旗勳章

在蘇聯衛國戰爭的不斷推進中，獲得紅旗勳章的人越來越多，多次獲得者也不斷增加。因此設立了多次紅旗勳章。

### 五次紅旗勳章
在1944年11月3日，蘇聯最高蘇維埃主席團頒布命令，開始授予五次紅旗勳章。獲得「五次授予」的蘇聯軍人超過300人，首兩位如下：
- 第一號五次紅旗勳章授予蘇聯元帥克利缅特·伏罗希洛夫
- 第二號五次紅旗勳章授予蘇聯元帥谢苗·布琼尼

### 六次紅旗勳章

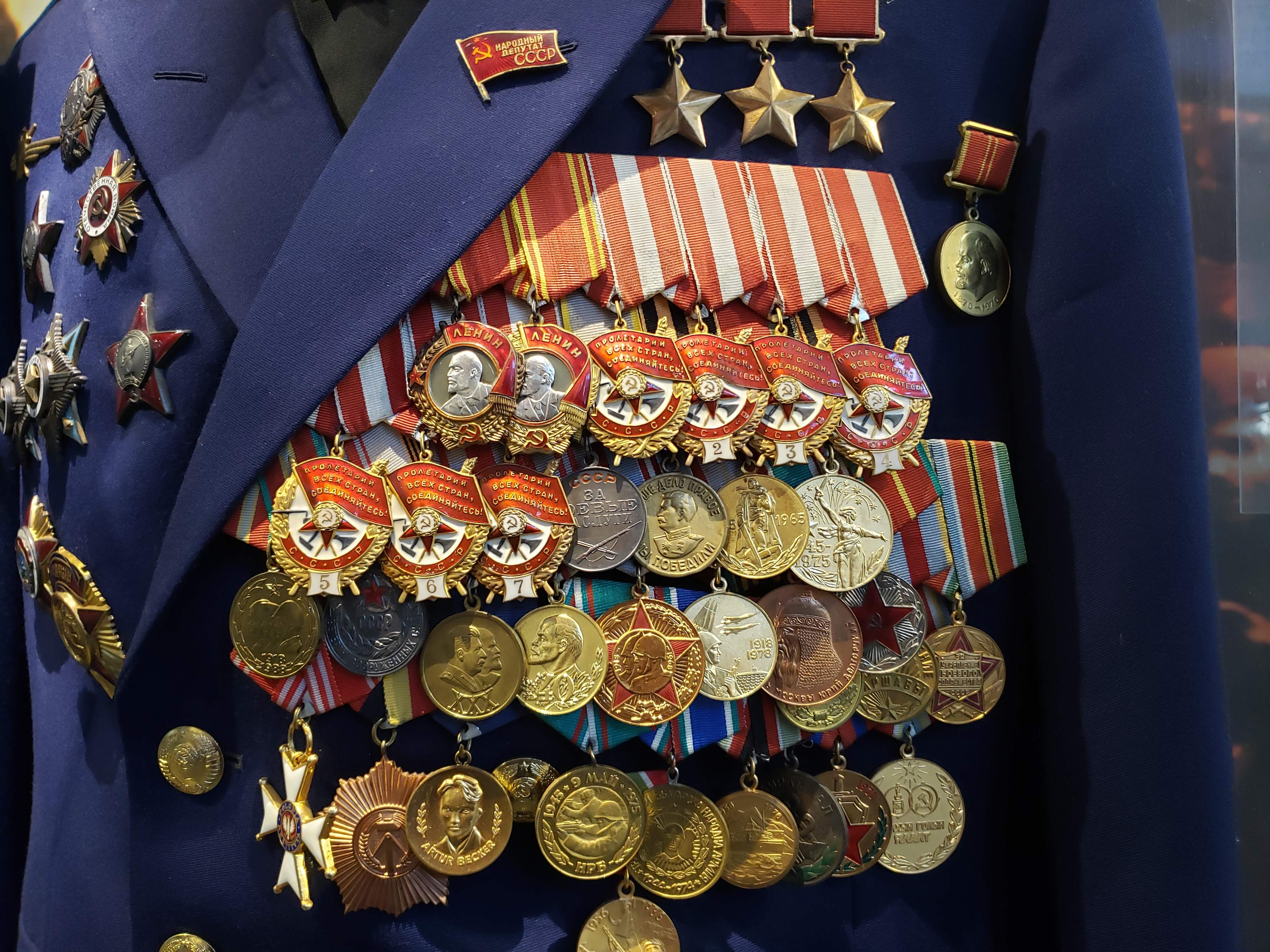
伊万·阔日杜布空軍元帥的禮服，可見其左胸前的三枚「蘇聯英雄」金星獎章蘇聯、兩枚列寧勳章，以及七枚紅旗勳章

此勳章的獲得者僅有32人，其中包括：
- 蘇聯元帥謝苗·布琼尼
- 蘇聯元帥康斯坦丁·罗科索夫斯基
- 大將安德烈·格特曼
- 大將伊萬·巴甫洛夫斯基
- 空軍元帥伊萬·博爾佐夫
- 通訊兵元帥阿別克謝·列昂洛夫

### 七次紅旗勳章
12人獲得了七次紅旗勳章：
| №  | 姓名              | 軍銜     | 兵種         | 生卒年    |
| -- | ----------------- | -------- | ------------ | --------- |
| 1  | 米哈伊爾·布爾采夫 | 空軍少將 | 戰鬥機飛行員 | 1919-1997 |
| 2  | 瓦西里·戈盧別夫   | 空軍中將 | 戰鬥機飛行員 | 1912-2001 |
| 3  | 謝爾蓋·戈列洛夫   | 空軍上將 | 戰鬥機飛行員 | 1920-2009 |
| 4  | 米哈伊爾·恩辛     | 中將     | 步兵、空降兵 | 1900-1984 |
| 5  | 帕維爾·扎瓦魯欣   | 空軍少將 | 戰鬥機飛行員 | 1913-2005 |
| 6  | 帕维尔·泽里亚诺夫 | 上將     | 邊防軍       | 1907-1992 |
| 7  | 康斯坦丁·科扎諾夫 | 上將     | 裝甲兵       | 1912-2000 |
| 8  | 伊万·阔日杜布     | 空军元帅 | 戰鬥機飛行員 | 1920-1991 |
| 9  | 鮑里斯·梅萊欣     | 空軍中將 | 戰鬥機飛行員 | 1919-2008 |
| 10 | 尼古拉·彼得羅夫   | 少將     | 裝甲兵       | 1914-1983 |
| 11 | 伊万·普斯特科     | 空军元帅 | 攻擊機飛行員 | 1918-2009 |
| 12 | 鮑里斯·切列潘諾夫 | 空軍少將 | 戰鬥機飛行員 | 1921-2003 |

## 其他勳章

### 加盟共和國
1924年8月1日，蘇聯設立軍功獎章「紅旗勳章」而且統一全國所有的紅旗勳章，同時也廢除其他類似的勳章。但是這些加盟共和國的紅旗勳章沒被取代，受頒加盟共和國紅旗勳章的人士享有蘇聯紅旗勳章的同等權益，前提是經由革命军事委员会認可而且受頒者沒有因為相同成就而獲頒蘇聯紅旗勳章（或是其他同等級的勳章）。
| 加盟共和國的紅旗勳章 | 加盟共和國的紅旗勳章 | 加盟共和國的紅旗勳章 | 加盟共和國的紅旗勳章         | 加盟共和國的紅旗勳章                 |
| 圖片                 | 時間（年）           | 時間（年）           | 國名                         | 說明                                 |
| 圖片                 | 成立                 | 廢除                 | 國名                         | 說明                                 |
| -------------------- | -------------------- | -------------------- | ---------------------------- | ------------------------------------ |
|                      | 1920                 | 1924                 | 阿塞拜疆苏维埃社会主义共和国 | 亞塞拜然蘇維埃社會主義共和國紅旗勳章 |
|                      | 1921                 | 1924                 | 格鲁吉亚苏维埃社会主义共和国 | 喬治亞蘇維埃社會主義共和國紅旗勳章   |
|                      | 1921                 | 1924                 | 亚美尼亚苏维埃社会主义共和国 | 亞美尼亞蘇維埃社會主義共和國紅旗勳章 |
|                      | 1921                 | 1924                 | 花剌子模人民苏维埃共和国     | 花拉子模人民蘇維埃共和國紅旗勳章     |

### 媒體
- 《动物庄园》第八章，有一隻名叫拿破崙的豬自創「綠旗勳章」而且給他自己頒獎[12][13][14]。
- 《大敵當前：史達林格勒戰役（英语：Enemy at the Gates: The Battle for Stalingrad）》